# Boulevard (Zandvoort)

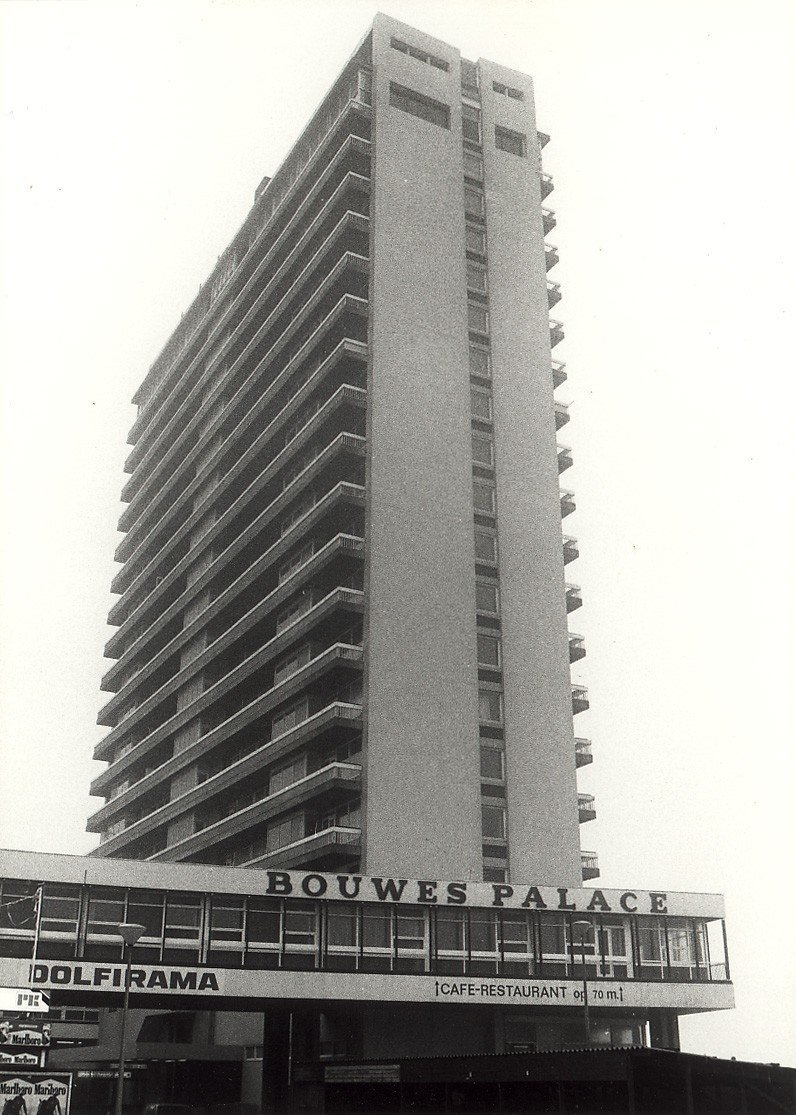
Hotel Bouwes en Dolfirama in 1982

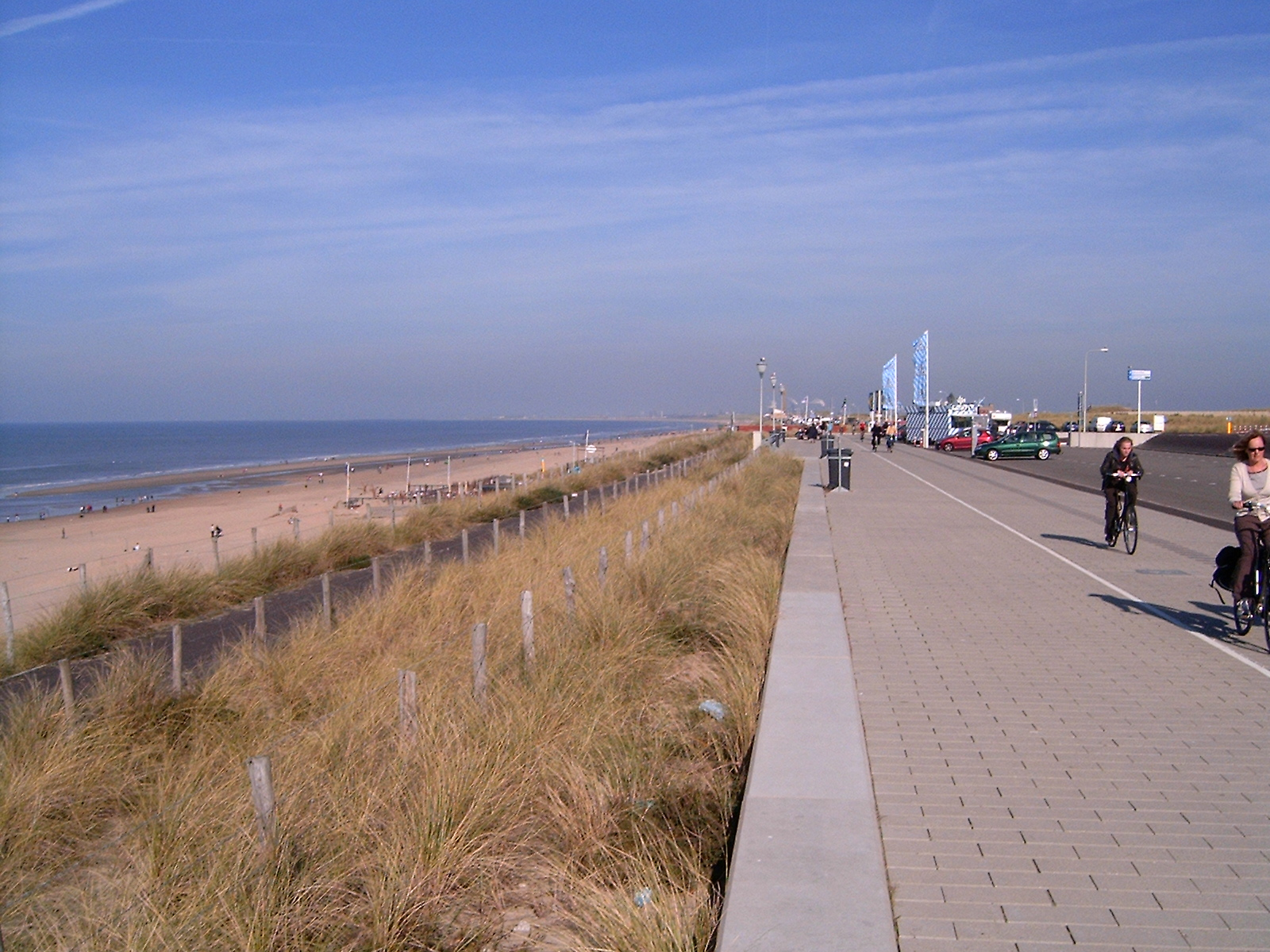
Boulevard Barnaart richting Bloemendaal gezien

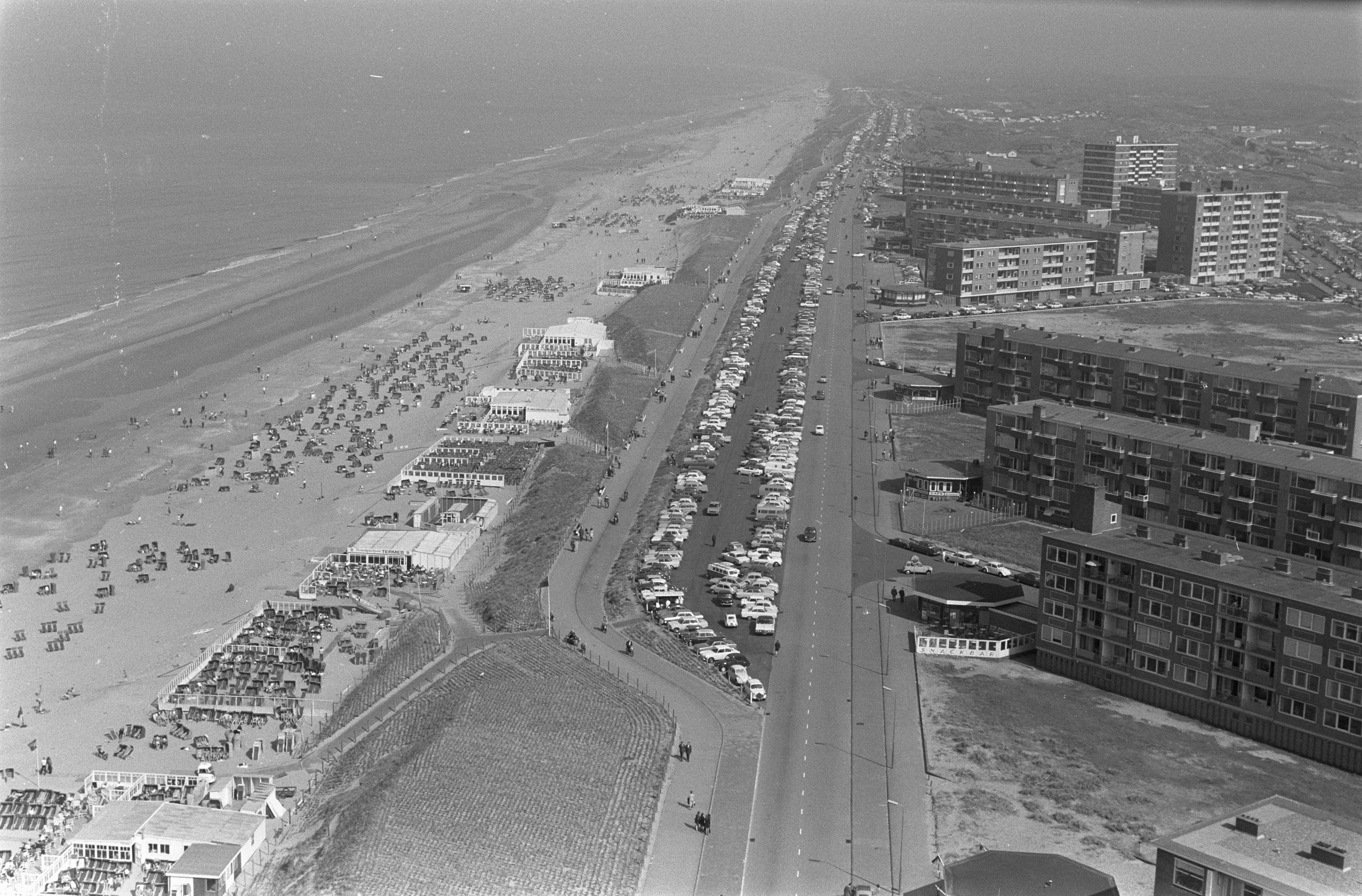
Luchtfoto van Boulevard Barnaart (Zandvoort Noord) in april 1969.

De Boulevard in Zandvoort is een boulevard langs het strand van de Noordzee die begint in het noorden bij Bloemendaal aan Zee. De boulevard heeft daar de naam "Boulevard Barnaart" en sluit aan op de Zeeweg. Het maakt deel uit van de N200-route met aan de kant van de Noordzee een brede voetgangerspromenade met vele horecagelegenheden, aan de oostkant ligt een vrije busbaan met aan beide zijden een fietsstrook. Voor de bebouwde kom van Zandvoort ligt het circuit van Zandvoort in de duinen. 
Bij het Burgemeester Fenamaplein sluit de boulevard aan op de Provinciale weg 201 en gaat door als voetgangerspromenade "Boulevard Favauge". Langs deze boulevard bevindt zich verscheidene hoogbouw. Een markant gebouw is hier het in een torenflat gevestigde Palace Hotel, vroeger het Bouwes Hotel geheten en de Passage. Van 1969 tot 1988 bevond zich hier het Dolfirama. Het doorgaande verkeer gaat hier verder door de ten oosten gelegen Burgemeester Engelbertsstraat. 
Na de strandweg bij het uitzichtplatform met de politiepost en strandwacht krijgt de boulevard de naam "Boulevard Paulus Loot" en is een woonstraat en heeft in tegenstelling tot de andere boulevards geen hoogbouw maar laag of middelhoogbouw. In het zuiden van Zandvoort gaat de straat met een bocht van bijna 180 graden over in de Brederodestraat.    
De Boulevard Barnaart is vernoemd naar Willem Philip Barnaart die in 1824 de nakomelingen van Paulus Loot als landheer van Zandvoort opvolgde. Oorspronkelijk heette de Boulevard Paulus Loot de Paulus Lootstraat.